# 비비언 홀랜드

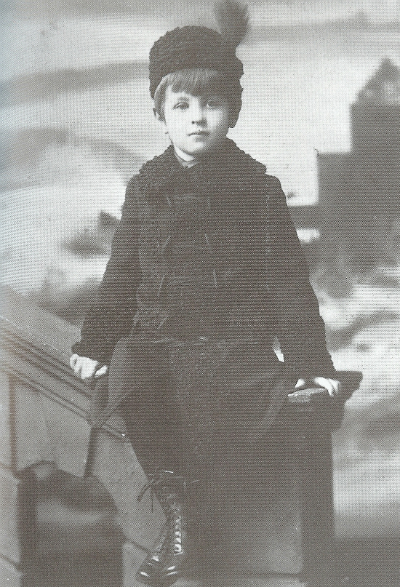

비비언 홀랜드(영어: Vyvyan Holland, 본명: 비비언 오스카 베레스퍼드 홀랜드(영어: Vyvyan Oscar Beresford Wilde), 1886년 11월 3일 ~ 1967년 10월 10일)는 잉글랜드의 작가, 번역가이다.
1886년 11월 3일에 잉글랜드 런던에서 오스카 와일드와 콘스탠드 로이드 부부의 차남으로 태어났다. 1895년에 오스카 와일드가 중대한 범죄를 저지른 혐의로 수감되자 콘스탠스 로이드는 자녀의 성을 홀랜드로 바꾸게 된다. 1905년에 케임브리지 대학교에 입학하여 법학을 전공했으나 1907년에 중퇴했으며 1908년부터 1912년까지 이너 템플에서 법학을 전공했다.
제1차 세계 대전 시기였던 1914년에 영국군 통역사단에 입대하여 소위로 복무했고 1919년 7월 27일에는 대영 제국 훈장 장교를 받았다. 제2차 세계 대전 시기에는 영국 방송 협회(BBC)에서 6년 동안 번역가, 편집자로 활동했고 1947년부터 1952년까지 아내와 함께 오스트레일리아, 뉴질랜드에서 이민 생활을 했다. 1954년에 잉글랜드로 돌아가서 자서전 《오스카 와일드의 아들》을 출간했으며 1967년 10월 10일에 잉글랜드 런던에서 사망했다.